# Monomorium gilberti
Monomorium gilberti är en myrart som beskrevs av Auguste-Henri Forel 1902. Monomorium gilberti ingår i släktet Monomorium och familjen myror.

## Underarter
Arten delas in i följande underarter:
- M. g. gilberti
- M. g. mediorubrum